# 邮资明信片

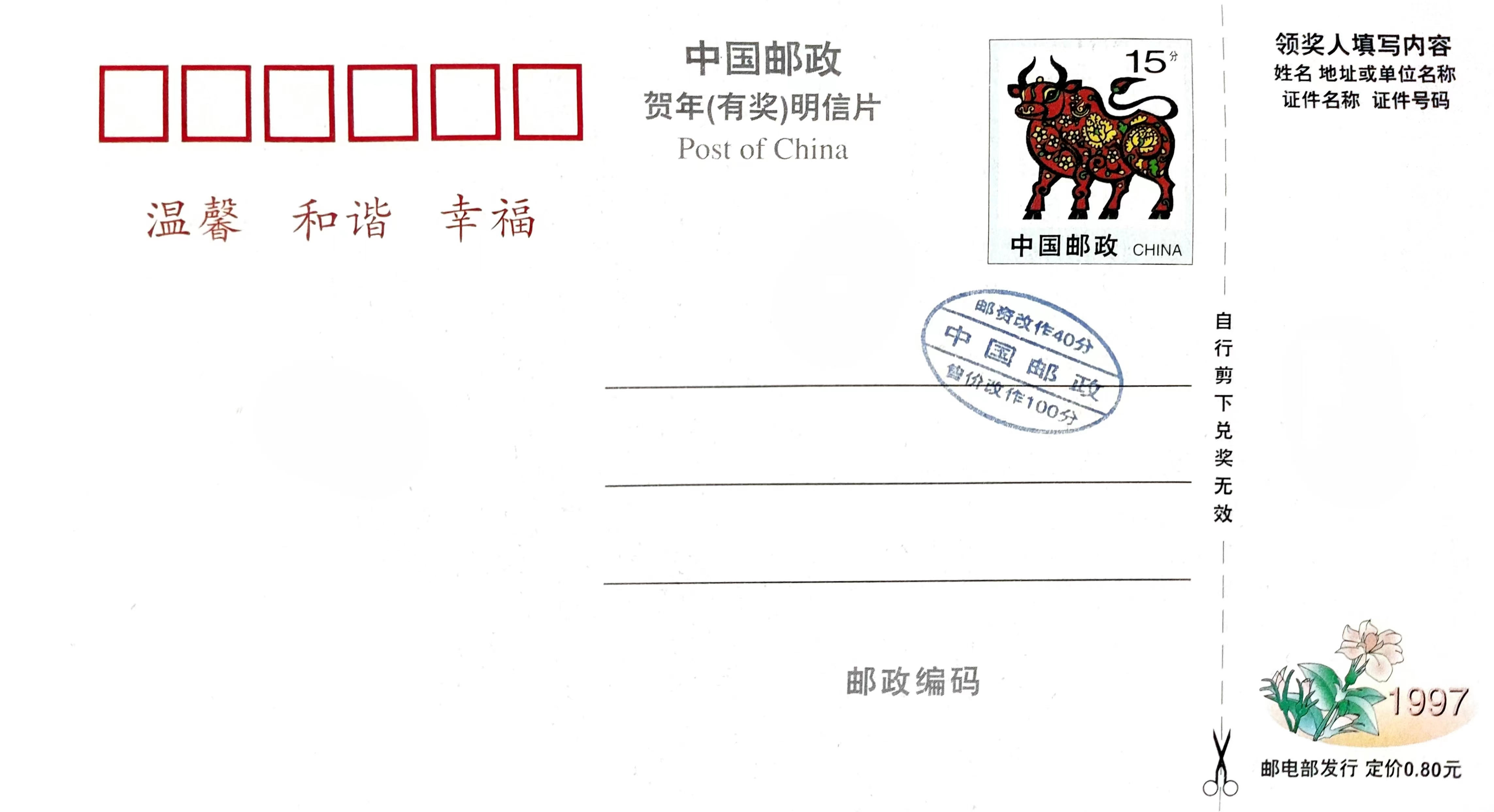
中国邮政于1997年发行的加盖改值邮资明信片

邮资明信片（英語：postal card）是用邮资图案或代资邮戳表示已预付邮资的邮政用品。它们由邮政部门出售。 1869年1月26日，奥地利的埃马纽埃尔·赫尔曼博士描述了邮资明信片（Correspondenz Karte）的优点。1869年10月1日，奥匈帝国制作了世界上第一张邮资明信片，很快便流行起来。截止1870年底，英国、芬兰、瑞士和符腾堡也加入了发行邮资明信片的行列。美国于1873年首次生产邮资明信片。明信片的形式包括普通的单张明信片（可以是纪念性的或普通的）、附加的回邮明信片、航空明信片和用于政府公务但“私用会被惩罚”的官方明信片。
对于邮局来说，邮资明信片跟信函相比有很多积极优势。邮资明信片更轻、更小，而且与信件大小相同。因此，邮资明信片所占空间不到相同数量信函的三分之一。对于公众来说，这也有好处。邮资明信片既简单又便宜，因此立即获得了成功。英国一开始使用半便士邮资。美国的 "便士明信片 "价格一直持续到1951年。
大概是为了得到及时回复，寄件人可以用附带的信息回邮卡（message-reply card）来支付往返程的邮资，这种做法最早由德国于1873年推出。其他欧洲国家迅速效仿。西班牙向其殖民地古巴（1880年）、菲律宾（1889年）和波多黎各（1898年）提供了回邮卡。美国于1892年首次发行了回邮卡。回邮卡被紧密贴合，一旦到了收信人手中，很可能会打上骑缝孔，以便于分离。收信人可以将其撕开，然后使用预付费的回邮卡与原发信人通信。通常情况下，信息卡与回邮卡是完全相同的，只是有些诸如"附带回邮卡"（"WITH REPLY CARD"、"La otra tarjeta es para la respuesta "或"Carte Postale Réponse "）之类的文字来区分两者。自1968年以来，美国的信息卡和回邮卡就完全相同了。
邮资明信片（英語：postal card）这个术语与明信片（英語：postcard）这个术语有明显区别，明信片是指由私人公司制作的、没有预付邮资的卡片。它们在商业网点随处可见。邮寄时需加贴邮票。它们经常配有图片或印刷广告。与普通信封或包裹包装纸一样，它们不再被视为邮政用品。

## 相关图册

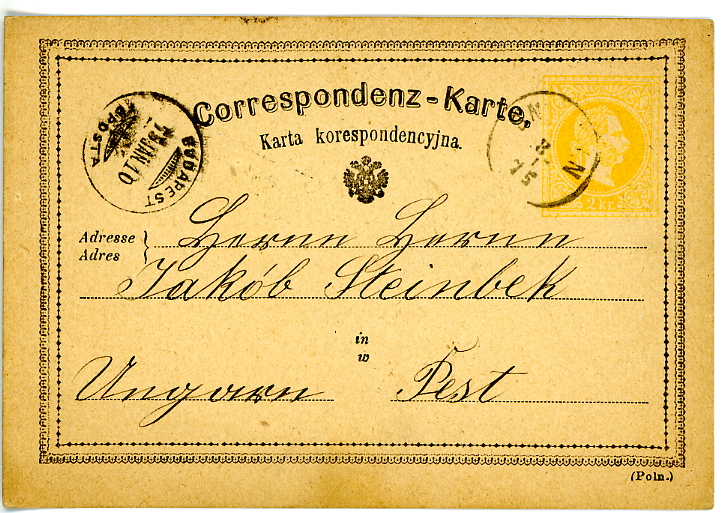
1875年奥匈帝国的邮资明信片，波兰语版本，从乌克兰的斯尼亚廷寄出
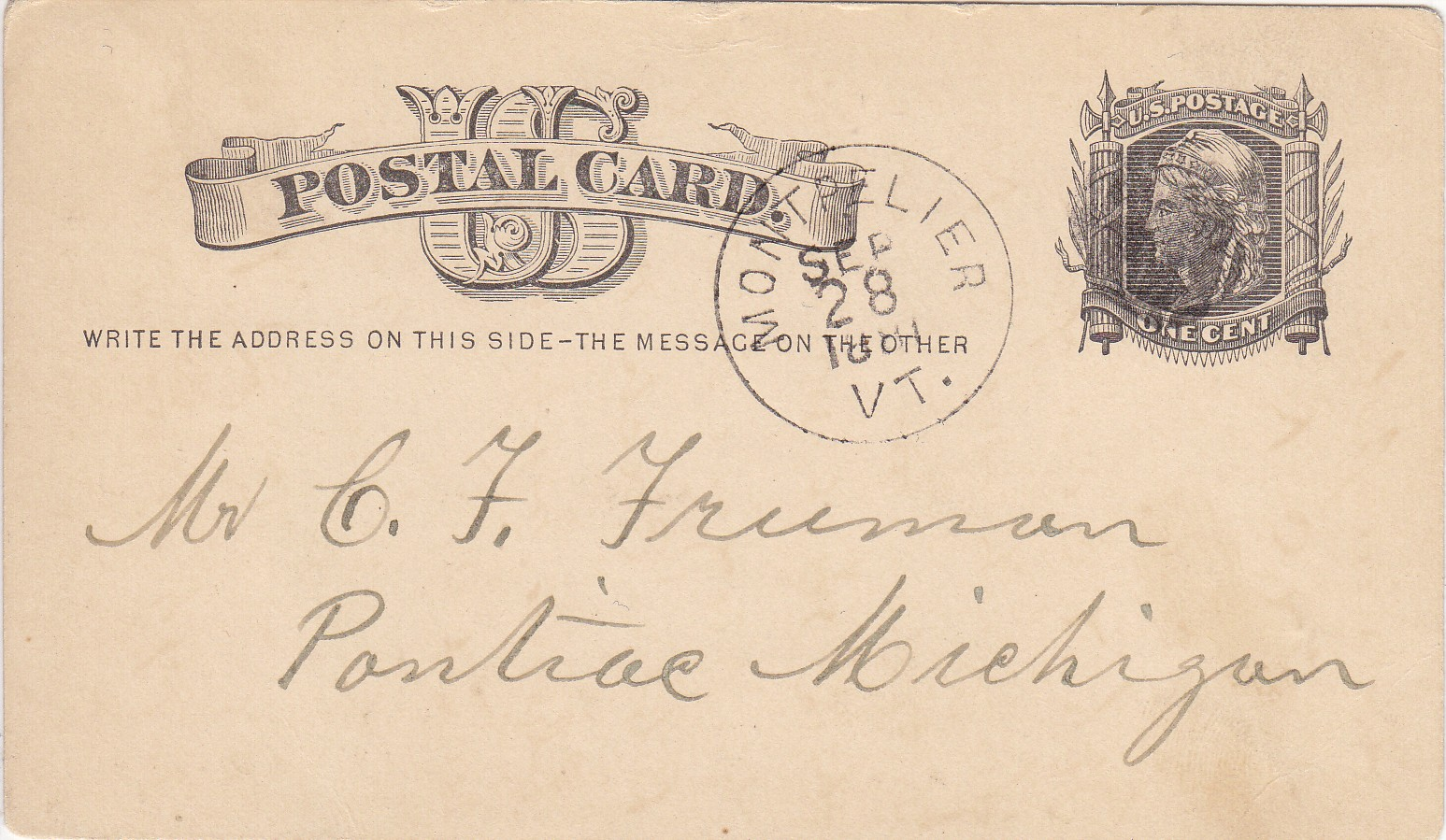
1881年美国的邮资明信片
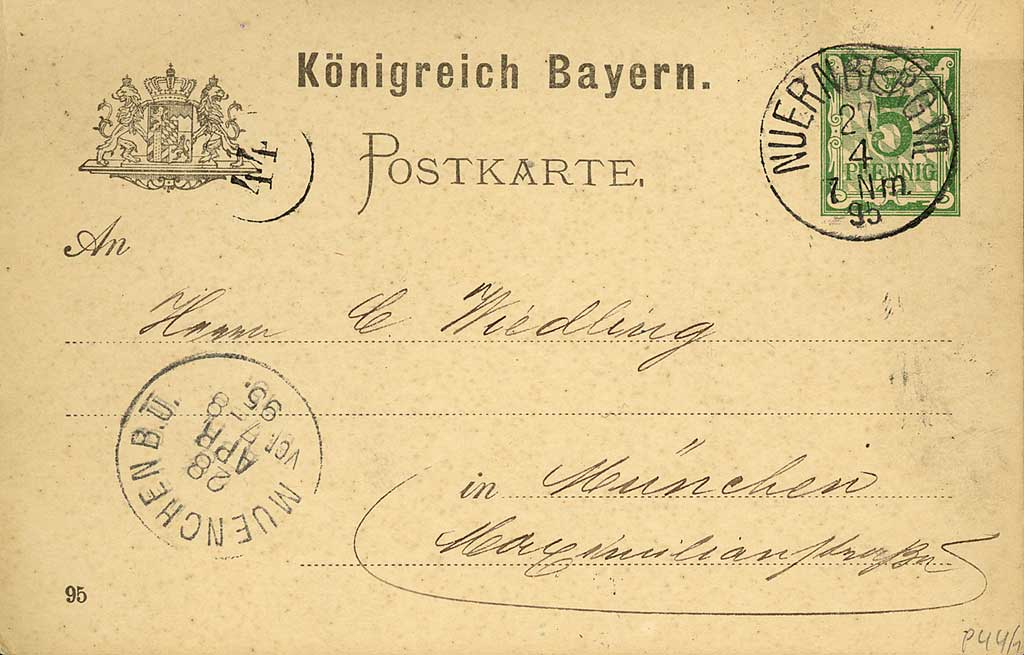
1892年巴伐利亚的邮资明信片
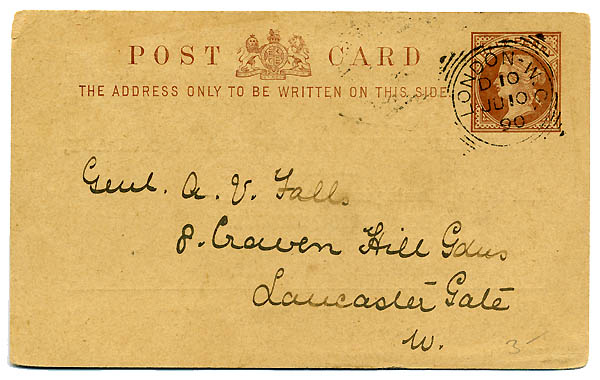
1895年英国的邮资明信片
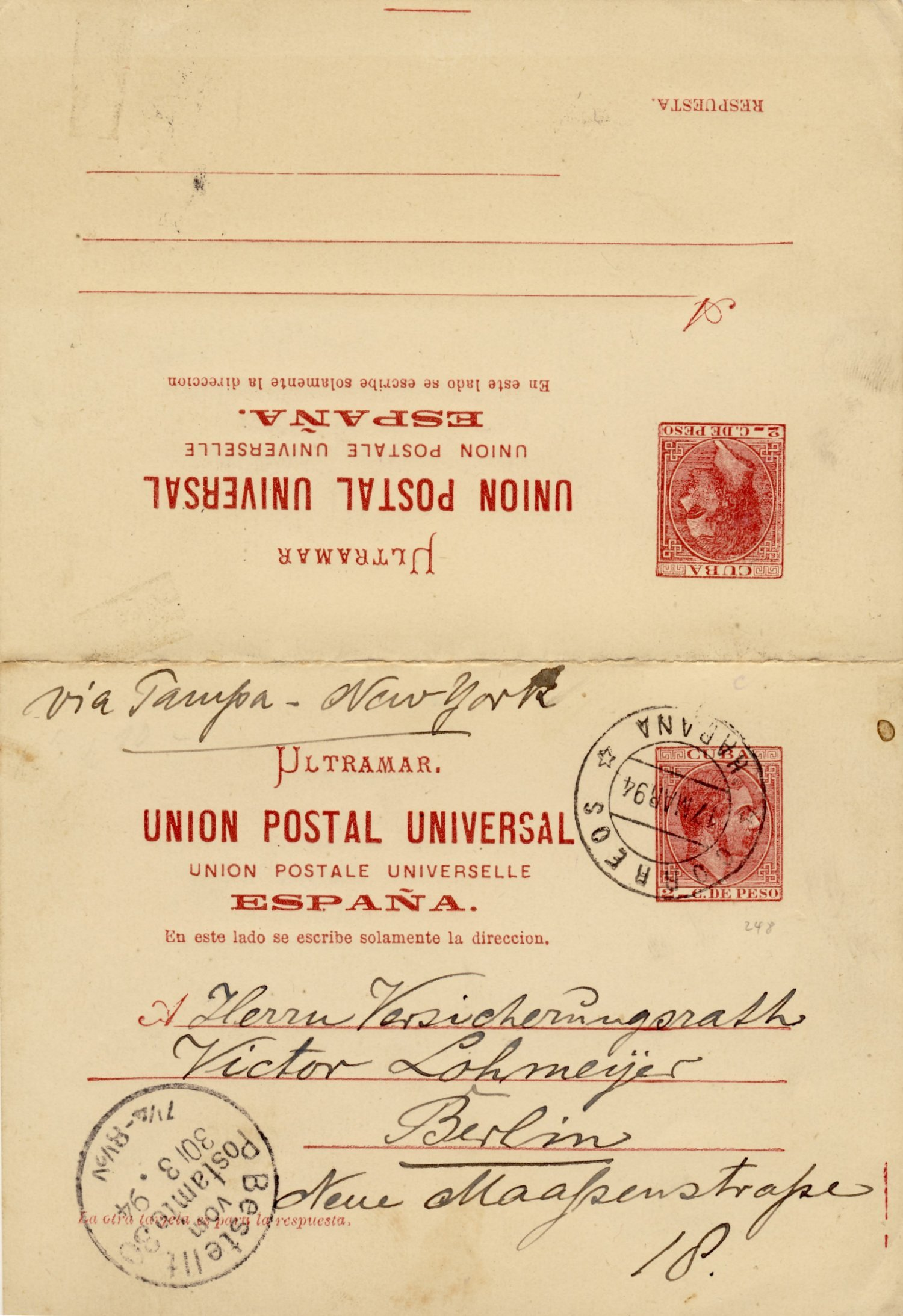
1894年从古巴寄往德国的一封回邮卡（仍附于其上）
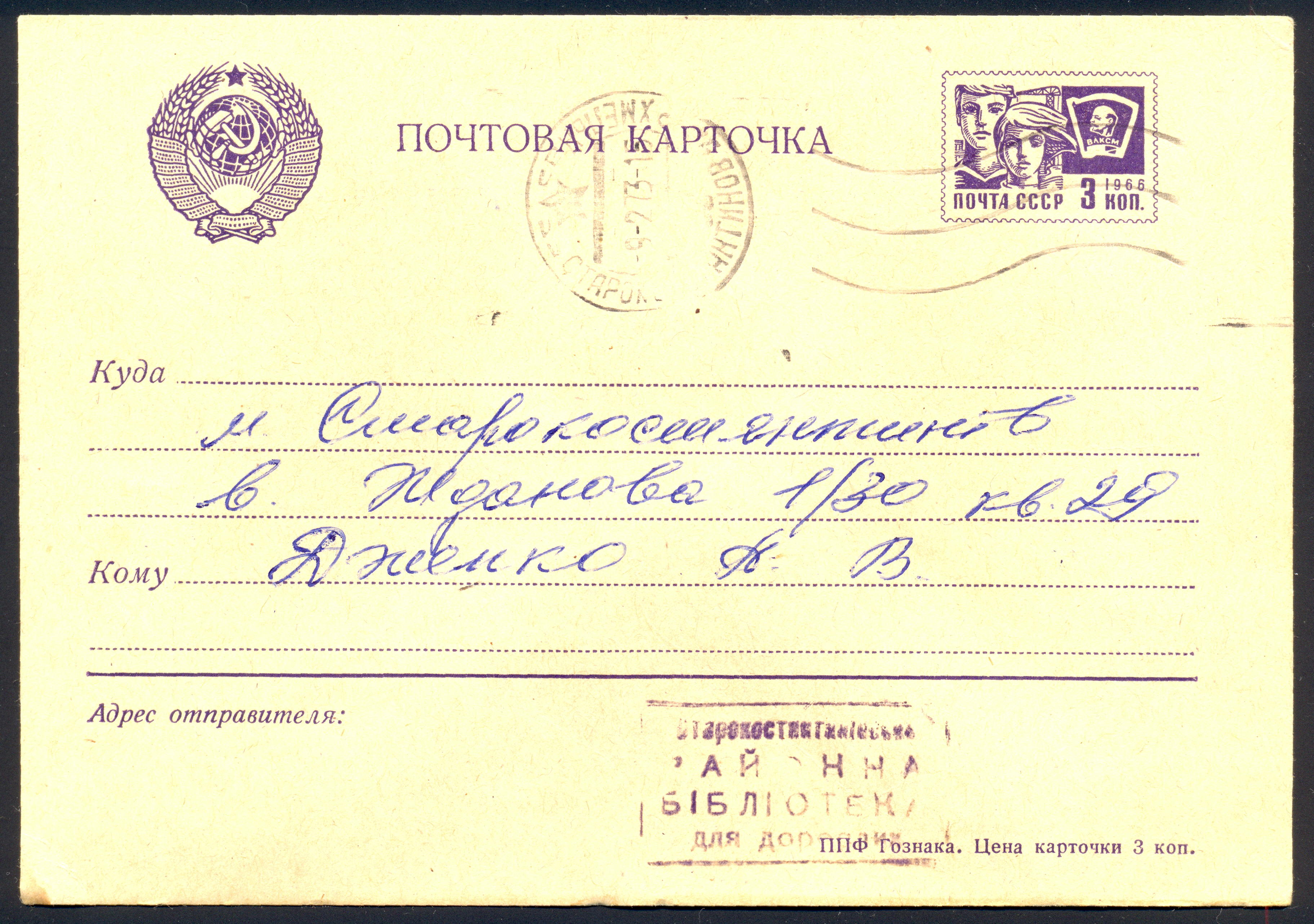
1970年苏联的3戈比邮资明信片，灰紫色、浅棕色与赭色
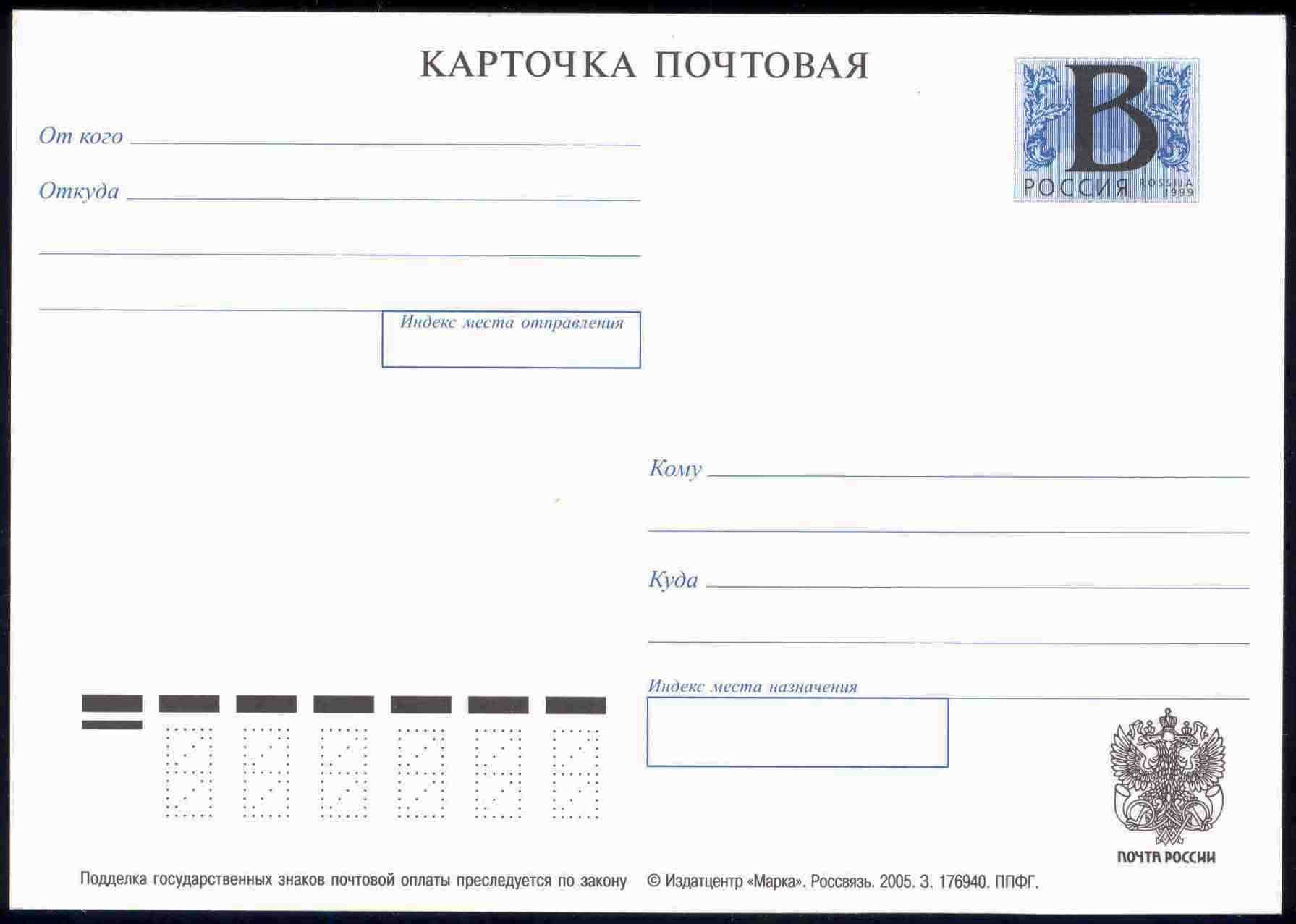
2005年俄罗斯普通邮资明信片（未使用），带有1999年普通“B”型永久邮票

## 另请参见
- 明信片

## 拓展阅读
- Bussey，Lewis E.，编辑；美国邮资明信片目录，2010 年，美国联合邮政用品协会 (UPSS)。
- Dagnall，H.英国邮资明信片和信函卡片的演变：其历史和文献。昆斯伯里：H. Dagnall，1985 249页。
- Falberg, Bill 和 Undersander, Dan； 《美国邮资明信片论文和校样历史目录：1874–1885》 ，美国联合邮政用品协会 (UPSS)，2008 年。 （电子版，2010年）384页。
- Gage，Alexander D.、Edward G. Fladung 和 Melvin Feiner（编）。 Higgins & Gage 世界邮政用品目录。帕萨迪纳：Higgins & Gage，1964–89 年（19 卷）
- Gough, James P. 《万国邮政联盟的邮政史：明信片（全球）》1869-1974年。伦敦：伦敦皇家集邮协会，2019 年ISBN 9781913015046 935页. （共2卷）
- Krieger, George T.； 《美国属地及行政区邮政用品》 ；美国联合邮政用品协会 (UPSS)，2009 年，ISBN 978-0-9800112-3-4 。
- 利特雷尔（Littrell），罗伯特（Robert），编辑。 ；西班牙殖民地古巴、菲律宾和波多黎各的邮资明信片，美国联合邮政用品协会 (UPSS)，2010 年。
- 斯坦德尔，罗伯特 (Stendel, Robert)； 《美国国内邮资明信片管理条例》 ，1874-1885 年，美国联合邮政用品协会 (UPSS)，2010 年版。
- Wukasch，Ken；世界哥伦布纪念博览会邮资明信片；美国联合邮政用品协会 (UPSS)，2005 年。